# As Confissões de Nat Turner
As confissões de Nat Turner é um romance de William Styron baseado em fatos reais: a rebelião de escravos ocorrida em 1831, no Estado americano de Virgínia, liderada por Nat Turner. A história é contada mediante a narrativa do próprio protagonista. 
Esta obra, vindo ao público em 1967, valeu ao autor o Prémio Pulitzer, um dos mais importantes prêmios literários dos Estados Unidos. O mesmo autor escreveu "A escolha de Sofia", do qual se originou o sucesso cinematográfico do mesmo nome.